# Кирей Іван Тадейович
Кирій Іван Фадійович (4 січня 1876, Чернігівська губернія — 1953, Абондан, Франція) — старшина Дієвої армії УНР, (ймовірно брат генерал-хорунжого армії УНР Кирея Василя Тадейовича).

## Життєпис
Народився 4 січня 1876 на Чернігівщині, (ймовірно в Батурині).

### Навчання
Закінчив Оренбурзький Неплюєвський кадетський корпус та Костянтинівське артилерійське училище (1896).

### На службі в Російській армії
Служив у 9-й артилерійській бригаді (Полтава), у складі якої брав участь у Російсько-японській та Першій світовій війнах. З 16 липня 1914 р. очолював батарею 9-ї бригади. Згодом був переведений на посаду командира 4-ї батареї 60-ї артилерійської бригади у ранзі підполковника.
3 6 березня 1917 р. — командир дивізіону 9-ї артилерійської бригади. За Першу світову війну одержав усі ордени до Святого Володимира IV ступеня з мечами та биндою, Георгіївську зброю (23 січня 1917 р, за бій 18 січня та 21 січня 1915 р.). Останнє звання у російській армії — полковник.

### На службі Україні
У складі 9-ї артилерійської бригади перейшов на службу Центральній Раді. З 19 травня 1918 р — командир 2-го дивізіону 12-ї легкої гарматної бригади Армії Української Держави. З січня 1919 р. — помічник командира Окремого Стрілецького Запорізького куреня з господарчої частини Дієвої армії УНР. З 18 лютого 1919 р — старшина для доручень Головного артилерійського управління Військового міністерства УНР. З 28 березня 1919 р. до жовтня 1919 р. — начальник частини пороху, хімічного майна та вибухових речовин Головного артилерійського управління Дієвої армії УНР.
З 1923 р. жив на еміграції у Франції.